# Władimir Gawrikow
Władimir Jurjewicz Gawrikow (ros. Владимир Юрьевич Гавриков) – rosyjski biathlonista reprezentujący ZSRR, brązowy medalista mistrzostw świata. Największy sukces osiągnął w 1981 roku, kiedy wspólnie z Władimirem Alikinem, Władimirem Barnaszowem i Anatolijem Alabjewem zdobył brązowy medal w sztafecie na mistrzostwach świata w Lahti. Ponadto zajął tam dziewiąte miejsce w biegu indywidualnym i dziesiąte w sprincie. W Pucharze Świata dwukrotnie stawał na podium: 14 marca 1980 roku w Lahti był najlepszy w biegu indywidualnym, a dzień później zwyciężył także w sprincie. W pierwszym przypadku wyprzedził Mathiasa Junga z NRD i Keijo Kuntolę z Finlandii, a w drugim kolejnych dwóch reprezentantów NRD: Franka Ullricha i Klausa Sieberta. W klasyfikacji generalnej sezonu 1979/1980 zajął ostatecznie czwarte miejsce. Nigdy nie wystąpił na igrzyskach olimpijskich.

## Osiągnięcia

### Mistrzostwa świata
| Rok  | Miejscowość | Konkurencje | Konkurencje | Konkurencje | Konkurencje | Konkurencje | Konkurencje | Konkurencje |
| Rok  | Miejscowość | IN          | SP          | PU          | MS          | RL          | MR          | SR          |
| ---- | ----------- | ----------- | ----------- | ----------- | ----------- | ----------- | ----------- | ----------- |
| 1981 | Lahti       | 9.          | 10.         | nd.         | nd.         | 3.          | nd.         | –           |

### Puchar Świata

#### Miejsca w klasyfikacji generalnej
| Sezon     | Miejsce |
| --------- | ------- |
| 1979/1980 | 4.      |
| 1980/1981 | ?       |

#### Miejsca na podium chronologicznie
| Lp. | Dzień    | Rok  | Miejscowość | Konkurencja                | Lokata | Pudła   | Czas biegu | Strata | Zwycięzca |
| --- | -------- | ---- | ----------- | -------------------------- | ------ | ------- | ---------- | ------ | --------- |
| 1.  | 14 marca | 1980 | Lahti       | Bieg indywidualny na 20 km | 1.     | 0+1+0+0 | 1:16:50,3  | –      | –         |
| 2.  | 15 marca | 1980 | Lahti       | Sprint na 10 km            | 1.     | 1+0     | 36:00,6    | –      | –         |